# نزول نامتناهی
نزول نامتناهی (به انگلیسی: Proof by infinite descent) روشی برای اثبات در ریاضی است که بر مبنای اصل خوش‌ترتیبی و برهان خلف کار می‌کند. برای اینکه ثابت کنیم در نهایت اتفاق مورد نظر می‌افتد، کافی است ثابت کنیم هر بار تابعی به مقدار ثابتی کم می‌شود که کران‌دار است، پس در نهایت با تعداد متناهی گام به نتیجهٔ دلخواه می‌رسیم.
این روش به‌صورت حالت خاصی از اصل ناوردایی هم بیان شده‌است.